# Herb Lubowli

Herb Starej Lubowli

Herb Starej Lubowli przedstawia na tarczy w polu czerwonym postać świętego Mikołaja.
W obecnej wersji herb przyjęty został 20 czerwca 1991 roku. Postać św. Mikołaja występowała w herbie miasta od połowy  XIV wieku. W latach 1976–1991 używano herbu przedstawiającego w polu czerwonym tarczy białą wieżę zamkową (nawiązanie do zamku lubowelskiego).